# Marie Jirásková (literární historička)
Marie Jirásková (* 15. ledna 1938 Vojkov) je literární historička, pracovnice Ústavu pro soudobé dějiny AV ČR. Zabývá se především editorskou a bibliografickou činností (témata: Milena Jesenská, Jaroslav Seifert). Věnuje se kulturní politice 20. století. Odborně se oreintuje na rekonstrukci rukopisů a memoárovou literaturu.

## Stručný životopis
Marie Jirásková vystudovala bohemistiku na VŠP Karlovy univerzity v Praze. Na Filosofické fakultě Karlovy univerzity v Praze získala doktorát v roce 1971. Po studiích pracovala jako středoškolská profesorka a jako vědecká aspirantka v Ústavu pro českou literaturu AV. Z politických důvodů ale aspiranturu nedokončila. Také na gymnáziu v Rakovníku nesměla pedagogicky působit. V první třetině 70. let 20. století (1971–1973) byla zaměstnána ve funkci hlídače sbírek v letohrádku Hvězda v Praze Liboci. Ale i odtud byla záhy propuštěna. V období od roku 1974 prakticky až do ledna 1990 pracovala doma jako dělnice družstva Obzor (v té době spolupracovala s lingvisty z Matematicko-fyzikální fakulty UK, kteří ji zadávali jednoduché práce). Krátce po sametové revoluci (v roce 1990) působila jako odborná pracovnice Ústavu soudobých dějin ČSAV. V současné době (rok 2014) se nepřetržitě věnuje české literatuře a dějinám 20. století. Při studiu osobností se soustřeďuje především na Jaroslava Seiferta a Milenu Jesenskou. V říjnu 2014 se Marie Jirásková účastnila česko-německé konference o Mileně Jesenské. V dubnu 2023 byl Marii Jiráskové Ministerstvem obrany ČR přiznán statut účastníka odboje a odporu proti komunismu a to za dlouhodobou a soustavnou protikomunistickou činnost spočívající v podílu na vydávání, rozmnožování a distribuci publikací komunistickým režimem zakázaných autorů, samizdatových tiskovin a exilových periodik, v zasílání cenných informací o československé opozici do zahraničí, v pašování samizdatových publikací na Západ  za účelem jejich vydání a ve vyvíjení dalších aktivit ve snaze obnovit svobodu a demokracii v tehdejším Československu. 

## Spolupráce na textech publikací a jejich přípravy k vydání a tisku
- Vondráčková, Jaroslava a Jirásková, Marie, ed. Kolem Mileny Jesenské. 2., opr. a dopl. vyd. Praha: Torst, 2014. 332 s. ISBN 978-80-7215-482-1. [online]. [cit. 2015-06-05]. Dostupné online. [4]
- Glazar, Richard. Treblinka, slovo jak z dětské říkanky. Vyd. 3. Praha: G plus G, 2012. 375 s., [40] s. obr. příl. ISBN 978-80-87060-59-9. [online]. [cit. 2015-06-05]. Dostupné online. [4]
- Opasek, Anastáz a Jirásková, Marie, ed. Dvanáct zastavení: vzpomínky opata břevnovského kláštera. Vyd. 4. Praha: Torst, 2013. 322 s. ISBN 978-80-7215-454-8. [online]. [cit. 2015-06-05]. Dostupné online. [4]
- Marie Jirásková připravila rovněž několik svazků kritického vydání "Dílo Jaroslava Seiferta".[4]

## Samostatná tvorba Marie Jiráskové
- Jirásková, Marie. Stručná zpráva o trojí volbě: Milena Jesenská, Joachim von Zedtwitz a Jaroslav Nachtmann v roce 1939 a v čase následujícím. Vyd. 1. Praha: Nakladatelství Franze Kafky, 1996. 159 s., [8] s. il. ISBN 80-85844-21-4.[5][6]